# Henryk Sokolak

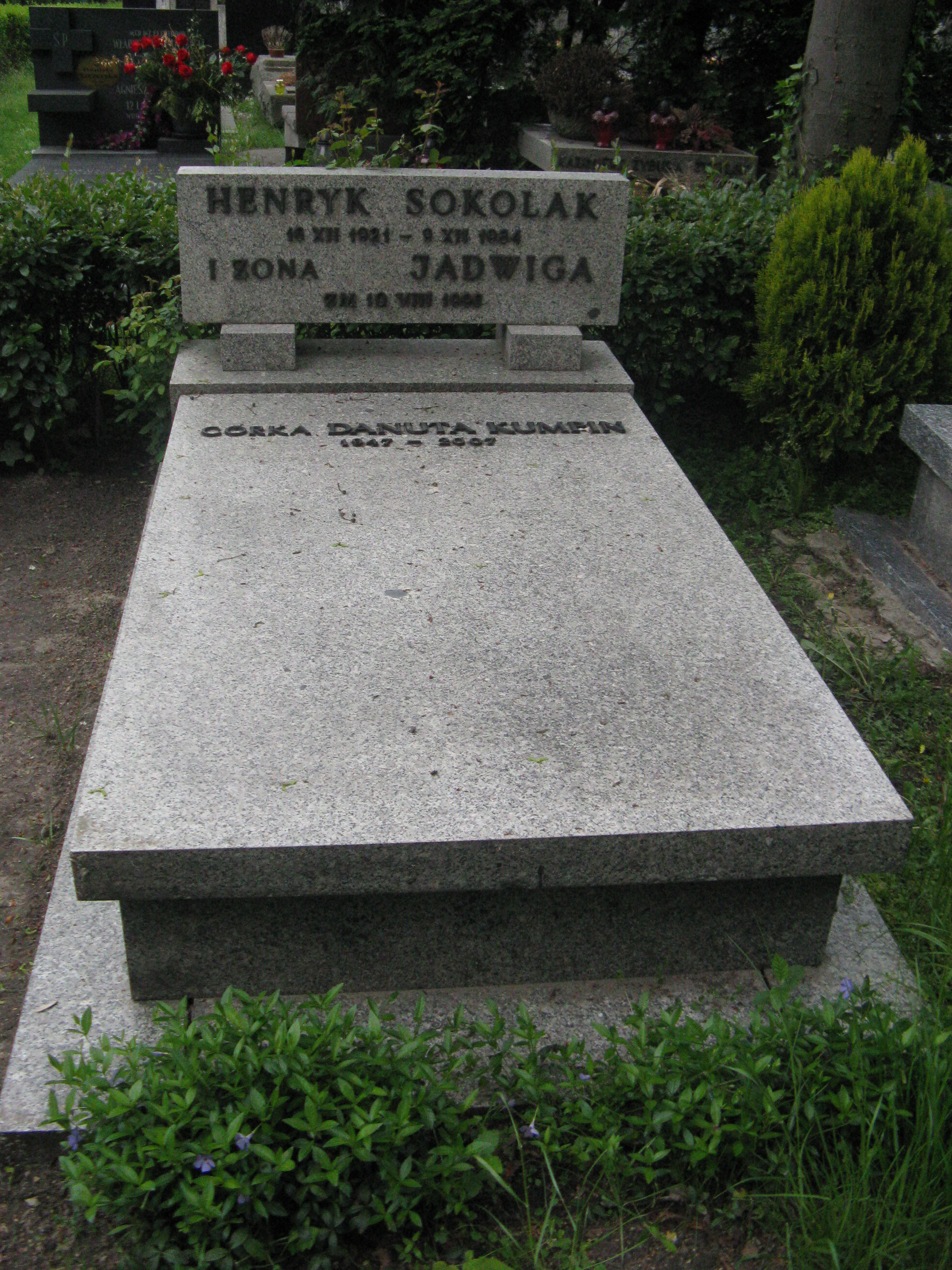
Grób Henryka Sokolaka na Cmentarzu Wojskowym na Powązkach

Henryk Sokolak, właśc. Mikołajczak (ur. 16 grudnia 1921, zm. 9 grudnia 1984) – działacz komunistyczny, funkcjonariusz organów bezpieczeństwa i wywiadu PRL, dyplomata.

## Życiorys
Urodził się 16 grudnia 1916 w Zgrobelicach w powiecie tarnopolskim, jako syn Wincentego Mikołajczaka i Agnieszki z domu Jarke. W późniejszych życiorysach podawał, że urodził się 16 grudnia 1921 w Goraju, w powiecie czarnkowskim. W 1931 uzyskał wykształcenie średnie w Gimnazjum Ogólnokształcącym w Międzychodzie. W 1936 ukończył Seminarium Nauczycielskie w Rogoźnie a następnie Szkołę Podchorążych Rezerwy Piechoty 57. pułku piechoty w Poznaniu. Po ataku wojsk niemieckich na Polskę, w październiku 1939 dostał się w ręce niemieckie, został uwięziony w Forcie VII w Poznaniu. W 1940 został wywieziony do obozu koncentracyjnego w Buchenwaldzie . W 1941 wstąpił do działającej na terenie obozu Komunistycznej Partii Niemiec, w 1944 został członkiem obozowej komórki Polskiej Partii Robotniczej (wszedł w skład Egzekutywy Komitetu Obozowego PPR) i objął przywództwo nad utworzonym w obozie oddziałem Gwardii Ludowej. 
Po uwolnieniu z obozu objął w lipcu 1945 stanowisko instruktora w Wydziale Propagandy Komitetu Centralnego PPR, w październiku został instruktorem w Wydziale Organizacyjnym Komitetu Wojewódzkiego PPR w Poznaniu. 31 października 1945 został II sekretarz KW PPR w Poznaniu. Następnie od kwietnia 1946 rozpoczął pracę w świeżo uformowanych organach bezpieczeństwa publicznego (MBP), został zatrudniony jako starszy referent Sekcji I Wydziału V w Wojewódzkim Urzędzie Bezpieczeństwa Publicznego w Poznaniu. Później od 25 lipca 1949 był wykładowcą Szkoły Polityczno-Wychowawczej Departamentu VII (wywiadowczego) MBP. Od 1 sierpnia 1950 komendant Szkoły Oficerskiej Departamentu VII MBP, później od 1 maja 1952 naczelnik Wydziału IV Departamentu VII. Po opuszczeniu kierownictwa Wydziału IV Departamentu VII (15 czerwca 1953) pozostał do dyspozycji płk. Stefana Antosiewicza, dyrektora Departamentu I Ministerstwa Bezpieczeństwa Publicznego. Od listopada 1952 do lutego 1954 pracował w ambasadzie PRL w Paryżu jako rezydent o pseudonimie „Halecki”, oficjalnie zajmował stanowisko II sekretarza ambasady, a od 1954 I sekretarza. W lipcu 1954, również jako rezydent, pracował w ambasadzie w Berlinie, oficjalnie pełnił funkcję korespondenta Polskiej Agencji Prasowej. 
Po likwidacji struktur MBP przeszedł do Komitetu ds. Bezpieczeństwa Publicznego, następnie po likwidacji tej struktury i przejęcia jej obowiązków przez Ministerstwo Spraw Wewnętrznych przeszedł tam 28 listopada 1956 na stanowisko zastępcy dyrektora Departamentu I MSW (płk. Witolda Sienkiewicza).
Po odejściu Sienkiewicza 31 lipca 1961 zastąpił go na stanowisku dyrektora Departamentu I MSW (mianowany 6 sierpnia 1961); stanowisko dyrektora Departamentu I sprawował do 15 stycznia 1969. Po zastąpieniu go przez gen. Mirosława Milewskiego pozostał do dyspozycji dyrektora Departamentu Kadr MSW. Był kier. Rezydentury MSW w Berlinie (1969-1973) i dyrektorek Departamentu IV (spr. Europy Zach.) MSZ (1973-1975). Zwolniony z MSW 1 listopada 1974.
W 1975 został mianowany ambasadorem PRL nowo tworzonej placówki dyplomatycznej, ambasady PRL w Tunisie, gdzie w 1980 doczekał stanu spoczynku. od 1 grudnia 1980 został zatrudniony jako konsultant w Biurze Studiów i Programowania MSZ. 
Pochowany na cmentarzu Powązki Wojskowe w Warszawie (kwatera A32-tuje-2).

## Ordery i odznaczenia
Był odznaczony: 
- Orderem Sztandaru Pracy II kl.,
- Krzyżem Grunwaldu III kl.,
- Odznaką Grunwaldzką,
- Srebrnym Medalem „Zasłużonym na Polu Chwały”,
- Medalem 10-lecia Polski Ludowej,
- Medalem 30-lecia Polski Ludowej,
- Medalem 40-lecia Polski Ludowej,
- Srebrnym Medalem „Za zasługi dla obronności kraju”,
- Brązowym Medalem „Za zasługi dla obronności kraju”,
- Medalem „Za udział w walkach w obronie władzy ludowej”.